# Ferdinand Le Cerf
Ferdinand Le Cerf (3. října 1881 Paříž, Francie – 1945 Paříž) byl francouzský entomolog, který se specializoval hlavně na řád motýli (Lepidoptera).

## Život
Ferdinand Le Cerf pracoval jako preparátor v entomologických laboratořích ve Francouzském národním muzeu (Muséum national d'histoire naturelle) v Paříži, které vlastní od roku 1945 i jeho sbírku hmyzu – hlavně motýlů.
Napsal třídílnou práci o motýlech: Encyclopedie entomologique (Paris, Lechevalier, 1926, 1927 a 1929) a několik vědeckých článků, které publikoval hlavně v Bulletin de la Société entomologique de France, časopise Francouzské entomologické společnosti (Société entomologique de France), jejímž byl členem. Od roku 1908 do roku 1957 vyšlo v Bulletin de la Société entomologique de France52 jeho prací.
Během života popsal několik druhů hmyzu, například:
- Allancastria louristana Le Cerf, 1908
- Neptis decaryi Le Cerf, 1928
- Melanosphecia atra Le Cerf, 1916
- Melittia meeki Le Cerf, 1916
- Pseudosesia lesi (Le Cerf, 1916) a několik dalších.

Zúčastnil se prvního mezinárodního kongresu o ochraně přírody, volně žijících živočichů a přírodních památek, který se konal v Paříži ve dnech 31. května až 2. června 1923.

## Bibliografie

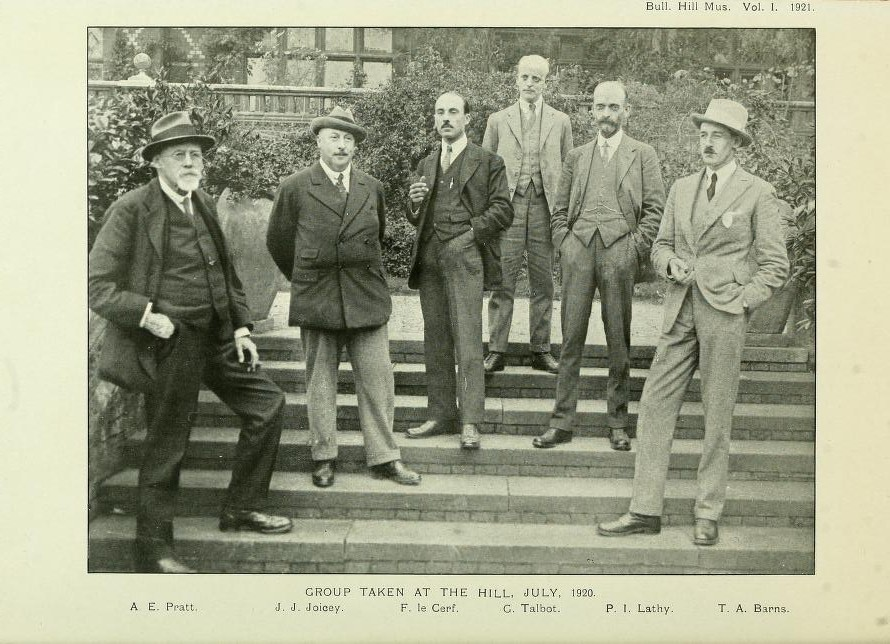
Entomologové před Hill Museum, Witley, Surrey, červenec 1920
zleva doprava: Antwerp Edgar Pratt
James John Joicey, majitel muzea
Ferdinand Le Cerf
George Talbot, kurátor
Percy Ireland Lathy
Thomas Alexander Barns, cestovatel a sběratel